# Пістолет у сумочці Бетті Лу
«Пістолет у сумочці Бетті Лу» (англ. The Gun in Betty Lou's Handbag) — американський комедійний фільм 1992 року.

## Сюжет
У затишній бібліотеці серед книжкового пилу може часом піднятися справжній ураган. Бетті Лу обожнює свого чоловіка, але він не приділяє їй достатньо часу. Коли в місті вбивають відомого мафіозі, Бетті знаходить у річці пістолет - знаряддя злочину і видає себе за таємничого кілера. Своїм дивним вчинком вона відразу звертає до себе увагу не тільки власного чоловіка, а й усіх мешканців міста.

## У ролях
| Актор                | Роль                                    |
| -------------------- | --------------------------------------- |
| Пенелопа Енн Міллер  | місіс Елізабет Луїза «Бетті Лу» Перкінс |
| Ерік Тал             | детектив Алекс Перкінс                  |
| Вільям Форсайт       | Вільям «Біллі» Б'ювін                   |
| Елфрі Вудард         | прокурор Енн Оркін                      |
| Джуліанна Мур        | Елінор                                  |
| Енді Романо          | Херрік                                  |
| Рей Маккіннон        | детектив Френк                          |
| Ксандер Берклі       | містер Марчет                           |
| Кеті Моріарті        | Реба Буш                                |
| Міт Лоф              | Лоуренс                                 |
| Кетрін Кінер         | Сюзанна                                 |
| Біллі Ніл            | Гейл                                    |
| Стенлі Туччі         | Емос                                    |
| Меріен Селдес        | головний бібліотекар Маргарет Армстронг |
| Ретел Бін            | Боб Барнс                               |
| Фей Грант            | Шарлін Барнс                            |
| Еллен МакЕлдафф      | Джоан                                   |
| Маріса Міллер        | Ейпріл                                  |
| Пол Бейтс            | офіцер Фінні                            |
| Білл Маллен          | офіцер Джордж                           |
| Крістофер Джон Філдс | Браун                                   |
| Майкл О'Ніл          | Джергенс                                |
| Корделл Джексон      | леді у ванній кімнаті                   |
| Бернард Канепарі     | мер                                     |
| Дебора Спектор       | касир                                   |
| Беррі Ханна          | суд Клерк                               |
| Ред Вест             | суддя                                   |
| Дон Кіт Оппер        | Делл                                    |